# Zamach na Milusia
Zamach na Milusia – komiks autorstwa Janusza Christy z serii Kajko i Kokosz.

## O komiksie
Komiks początkowo ukazywał się w odcinkach w latach 1977-1978 roku w magazynie Relax. W roku 1983 ukazał się w formie albumu za nakładem wydawnictwa KAW, a w 1989 ukazało się wydanie rozszerzone.

## Przekłady
W roku 2019 ukazało się tłumaczenie komiksu na język kaszubski pod tytułem „Zamach na Milusza”.